# 김순견
김순견(金淳見, 1959년 12월 29일 ~ )은 대한민국의 행정공무원이다.

## 학력
- 흥해중학교 졸업
- 포항제철공업고등학교 졸업
- 포항전문대학 금속과 전문학사
- 한국방송통신대학교 행정학 중퇴
- 동국대학교 행정학 학사
- 연세대학교 행정대학원 사회복지학 석사
- 영남대학교 대학원 행정학 박사

## 경력
- 1989 태권도장 관장
- 포항종합제철 근무
- 포항시축구협회 회장
- 포항라이온스협회 경북지구 포항지역 부총재
- 1995.07~1998.06 제5대 경상북도의회 의원
  - 내무및산업위원
- 2002.07~2006.06 제7대 경상북도의회 의원(재선)
  - 제7대도의회 전반기 교육환경위원회간사(전반기)
  - 제7대도의회 의회운영 및 교육환경위원회위원
  - 제7대도의회 예산결산특별위원회 위원장
- 2008.09~2016.08 동국대학교 행정경찰공공학과 겸임교수
- 한나라당 중앙당 부대변인
- 2012.06 새누리당 포항 남구·울릉 당협위원장
- 새누리당 중앙 부대변인
- 2012.12 제18대 대통령선거 새누리당 박근혜 대통령 후보 중앙당선거대책위 조직총괄본부 지방분권위원장
- 2013 포항시 산악연맹 회장
- 2014 경상북도 체조협회 회장
- 2014.09~2016.01 한국전력기술(주) 상임감사
- 2015 포항제철공고 총동창회장
- 2017.08~2018.03 경상북도 정무실장
- 2018.03~2018.08 경상북도 경제부지사
- 2019.09 김순견 포항희망경제포럼 대표
- 2022.02 나라살리기 국민운동연합(천만의병) 공동대표
- 2022.02~2022.03 제20대 대통령 선거 국민의힘 윤석열 대통령 후보 선거대책본부 조직본부 지방자치본부장
- 2024.09~ 국민의힘 국민통합위원회 위원
- 2025.05~2025.06 제21대 대통령 선거 국민의힘 김문수 대통령 후보 국민통합본부장

## 역대 선거 결과
|  | 50.29% |

|  | 30.75% |

|  | 64.69% |